# Deep Throat (film)
Deep Throat is een Amerikaanse pornofilm van regisseur Gerard Damiano (4 augustus 1928 – 25 oktober 2008), met hoofdrolspelers Linda Lovelace en Harry Reems.
De film werd geproduceerd in 1972 met een budget van minder dan $25.000 in maar 6 dagen. De opbrengst van de film ligt anno 2005 volgens verschillende schattingen tussen de $100 tot $600 miljoen.

## Verhaal
Een arts stelt bij een seksueel gefrustreerde vrouw vast dat haar clitoris zich in haar keel bevindt. Hij schrijft de vrouw dan ook een bijzondere vorm van fellatio voor met als doel het stimuleren van haar clitoris door de penis van haar partner, achter in haar keel.

## Rolverdeling
| Acteur         | Personage                     |
| -------------- | ----------------------------- |
| Linda Lovelace | Linda                         |
| Harry Reems    | Dr. Young                     |
| Dolly Sharp    | Helen                         |
| Ronnie Shark   | Mr. Maltz (als Bill Harrison) |
| William Love   | Wilber Wang                   |
| Carol Connors  | De zuster                     |
| Bob Phillips   | Mr. Fenster                   |

## Maffiaverbinding en veroordelingen
De producer van de film was Louis "Butchie" Peraino, zoon van de "Pate" van de Amerikaanse maffiafamilie Colombo. De opbrengst van de film kwam grotendeels bij deze maffiafamilie terecht.
Hoofdrolspeler Harry Reems werd schuldig bevonden aan het verspreiden van pornografie, hoewel hij tijdens het proces werd bijgestaan door Hollywood-spelers als Jack Nicholson, Warren Beatty en Jane Fonda. Ook verschillende andere medewerkers van en belanghebbenden bij de film werden veroordeeld tijdens processen in Memphis (Tennessee), waarbij Damiano en Lovelace immuniteit hadden gekregen in ruil voor hun getuigenis.

## Reacties in samenleving en politiek
In deze pornofilm werd voor de eerste keer de vrouwelijke seksualiteit een hoofdthema. Ook omdat vrouwen het recht op een orgasme toegezegd kregen, interesseerden zich ook veel vrouwen voor de film. De staat, inclusief president Nixon, voelde zich geroepen om op de pornografische inhoud te reageren. Er werden eindeloos veel processen gevoerd over deze film, die er uiteindelijk toe leidden dat hij in 23 Amerikaanse staten werd verboden. De film was verboden in het Verenigd Koninkrijk tot het jaar 2000. In Nederland kon de film worden vertoond, maar uitsluitend aan meerderjarigen en in bioscopen met minder dan 50 zetels, een compromis dat door de toenmalige minister van Justitie Dries van Agt was uitgedacht.
Het belang van de film wordt gezocht in de mogelijkheid die het had de seksuele revolutie te voltooien. Hij leidde uiteindelijk door de hoge winst tot een florerende porno-industrie.

## Deep Throatin Nederland
In Nederland is Deep Throat tot tweemaal toe reden geweest voor ophef. In de jaren zeventig besloot de Nederlandse Bioscoopbond om de film als pure provocatie in Nederlandse bioscopen te vertonen, om de regering (die zich op dat moment boog over plannen om de filmkeuring voor volwassenen af te schaffen, maar vastliep op het thema pornografie) te dwingen om beslissingen te nemen. In januari 2008 maakten de Nederlandse publieke omroepen BNN en VPRO bekend in de nacht van 23 februari 2008 de film te willen uitzenden "om jongeren een eigen oordeel te laten vellen over dingen". De politieke partijen CDA, ChristenUnie en SGP waren daar fel op tegen. Fractievoorzitter Arie Slob van de regeringspartij ChristenUnie vond de reden van uitzenden door deze omroepen misplaatst en gaf daarom als advies aan BNN en de VPRO om de autobiografie van Lovelace te gaan verfilmen. Daarin wordt volgens Slob de seksuele dwang en uitbuiting van de pornoactrice blootgelegd. Stichting KijkOnderzoek berekende dat uiteindelijk 907.000 kijkers naar het begin van de uitzending op BNN keken. Dat waren ongeveer 15.000 kijkers meer dan die de documentaire Inside Deep Throat zagen, net voor de pornofilm uitgezonden op hetzelfde kanaal. Om en nabij de 600.000 mensen keken de film helemaal uit.